# 薩克森-科堡-哥達的亞歷山德拉公主
薩克森-科堡-哥達的亞歷山德拉（英語：Alexandra von Sachsen-Coburg und Gotha，1878年9月1日—1942年4月16日），霍恩洛厄-朗根堡親王妃，薩克森-科堡-哥達公爵阿爾弗雷德的女兒、維多利亞女王的孫女。

## 家庭
1896年，亞歷山德拉與霍恩洛厄-朗根堡的恩斯特二世結婚，兩人共有1子3女：
1. 戈特弗里德（1897年—1960年）
2. 瑪麗·梅麗塔（1899年—1967年）
3. 亞歷山德拉（1901年—1963年）
4. 伊爾瑪（1902年—1986年）